# 1999-es konföderációs kupa
Az 1999-es konföderációs kupa volt a negyedik torna és a második, amit a FIFA szervezett. A kupának Mexikó adott otthont 1999. július 24. és augusztus 4. között. A döntőt végül a házigazda mexikói csapat nyerte, miután 4-3-ra legyőzte Brazília válogatottját.

## Részt vevő csapatok
- Mexikó - házigazda, 1998-as CONCACAF-aranykupa győztese
- Brazília - 1998-as labdarúgó-világbajnokság második helyezettje, 1997-es Copa América győztese[1]
- Németország - 1996-os labdarúgó-Európa-bajnokság győztese
- Egyiptom - 1998-as afrikai nemzetek kupája győztese
- Új-Zéland - 1998-as OFC-nemzetek kupája győztese
- Szaúd-Arábia -  1996-os Ázsia-kupa győztese
- Bolívia - 1997-es Copa América második helyezettje
- Egyesült Államok - 1998-as CONCACAF-aranykupa második helyezettje

## Játékvezetők
| Afrika - Coffi Codjia Ázsia - Kim Jongdzsu Európa - Anders Frisk | Észak- és Közép-Amerika - Gilberto Alcalá - Brian Hall Dél-Amerika - Valenzano Ubaldo Aquino - Óscar Ruiz |  |  |

## Csoportkör

### A csoport
| Csapat       | M | Gy | D | V | RG | KG | GK | P |
| ------------ | - | -- | - | - | -- | -- | -- | - |
| Mexikó       | 3 | 2  | 1 | 0 | 8  | 3  | +5 | 7 |
| Szaúd-Arábia | 3 | 1  | 1 | 1 | 6  | 6  | 0  | 4 |
| Bolívia      | 3 | 0  | 2 | 1 | 2  | 3  | -1 | 2 |
| Egyiptom     | 3 | 0  | 2 | 1 | 5  | 9  | −4 | 2 |

| 1999. július 25. | Bolívia                  | 2 – 2                 | Egyiptom             | Estadio Azteca, Mexikóváros Nézőszám: 85 000 Játékvezető: Frisk (svéd) |
| 1999. július 25. | Gutierrez 21' Ribera 40' | (2 – 1) (Jegyzőkönyv) | Szábri 8' Rádwán 63' | Estadio Azteca, Mexikóváros Nézőszám: 85 000 Játékvezető: Frisk (svéd) |

| 1999. július 25. | Mexikó                             | 5 – 1                 | Szaúd-Arábia             | Estadio Azteca, Mexikóváros Nézőszám: 85 000 Játékvezető: Ruiz (kolumbiai) |
| 1999. július 25. | Blanco 12' 19' 68' 77' Abundis 21' | (3 – 0) (Jegyzőkönyv) | al-Temját 62' (11-esből) | Estadio Azteca, Mexikóváros Nézőszám: 85 000 Játékvezető: Ruiz (kolumbiai) |

| 1999. július 27. | Szaúd-Arábia  | 0 – 0 | Bolívia | Estadio Azteca, Mexikóváros Nézőszám: 65 000 Játékvezető: Hall (USA) |
| 1999. július 27. | (Jegyzőkönyv) |       |         | Estadio Azteca, Mexikóváros Nézőszám: 65 000 Játékvezető: Hall (USA) |

| 1999. július 27. | Mexikó                | 2 – 2                 | Egyiptom                      | Estadio Azteca, Mexikóváros Nézőszám: 65 000 Játékvezető: Kim (Dél-koreai) |
| 1999. július 27. | Pardo 15' Abundis 26' | (2 – 0) (Jegyzőkönyv) | Á. Hasszán 79' S. Ibráhim 85' | Estadio Azteca, Mexikóváros Nézőszám: 65 000 Játékvezető: Kim (Dél-koreai) |

| 1999. július 29. | Egyiptom                  | 1 – 5                 | Szaúd-Arábia                           | Estadio Azteca, Mexikóváros Nézőszám: 15 000 Játékvezető: Aquino (paraguayi) |
| 1999. július 29. | S. Ibráhim 70' (11-esből) | (0 – 2) (Jegyzőkönyv) | al-Otajbi 8' 34' 78' 85' al-Sarani 64' | Estadio Azteca, Mexikóváros Nézőszám: 15 000 Játékvezető: Aquino (paraguayi) |

| 1999. július 29. | Mexikó       | 1 – 0                 | Bolívia | Estadio Azteca, Mexikóváros Nézőszám: 55 000 Játékvezető: Ruiz (kolumbiai) |
| 1999. július 29. | Palencia 52' | (0 – 0) (Jegyzőkönyv) |         | Estadio Azteca, Mexikóváros Nézőszám: 55 000 Játékvezető: Ruiz (kolumbiai) |

### B csoport
| Csapat           | M | Gy | D | V | RG | KG | GK | P |
| ---------------- | - | -- | - | - | -- | -- | -- | - |
| Brazília         | 3 | 3  | 0 | 0 | 7  | 0  | +7 | 9 |
| Egyesült Államok | 3 | 2  | 0 | 1 | 4  | 2  | +2 | 6 |
| Németország      | 3 | 1  | 0 | 2 | 2  | 6  | −4 | 3 |
| Új-Zéland        | 3 | 0  | 0 | 3 | 1  | 6  | −5 | 0 |

| 1999. július 24. | Brazília                                              | 4 – 0                 | Németország | Jalisco Stadion, Guadalajara Nézőszám: 60 000 Játékvezető: Alcalá (mexikói) |
| 1999. július 24. | Zé Roberto 62' Ronaldinho 72' (11-esből) Alex 86' 87' | (0 – 0) (Jegyzőkönyv) |             | Jalisco Stadion, Guadalajara Nézőszám: 60 000 Játékvezető: Alcalá (mexikói) |

| 1999. július 24. | Új-Zéland    | 1 – 2                 | Egyesült Államok         | Jalisco Stadion, Guadalajara Nézőszám: 60 000 Játékvezető: Aquino (paraguayi) |
| 1999. július 24. | Zoricich 90' | (0 – 1) (Jegyzőkönyv) | McBride 25' Kirovski 58' | Jalisco Stadion, Guadalajara Nézőszám: 60 000 Játékvezető: Aquino (paraguayi) |

| 1999. július 28. | Németország            | 2 – 0                 | Új-Zéland | Jalisco Stadion, Guadalajara Nézőszám: 42 000 Játékvezető: Codjia (benini) |
| 1999. július 28. | Preetz 6' Matthäus 33' | (2 – 0) (Jegyzőkönyv) |           | Jalisco Stadion, Guadalajara Nézőszám: 42 000 Játékvezető: Codjia (benini) |

| 1999. július 28. | Brazília       | 1 – 0                 | Egyesült Államok | Jalisco Stadion, Guadalajara Nézőszám: 54 000 Játékvezető: Frisk (svéd) |
| 1999. július 28. | Ronaldinho 13' | (1 – 0) (Jegyzőkönyv) |                  | Jalisco Stadion, Guadalajara Nézőszám: 54 000 Játékvezető: Frisk (svéd) |

| 1999. július 30. | Egyesült Államok    | 2 – 0                 | Németország | Jalisco Stadion, Guadalajara Nézőszám: 53 000 Játékvezető: Alcalá (mexikói) |
| 1999. július 30. | Olsen 23' Moore 50' | (1 – 0) (Jegyzőkönyv) |             | Jalisco Stadion, Guadalajara Nézőszám: 53 000 Játékvezető: Alcalá (mexikói) |

| 1999. július 30. | Új-Zéland | 0 – 2                 | Brazília                          | Jalisco Stadion, Guadalajara Nézőszám: 53 000 Játékvezető: Kim (Dél-koreai) |
| 1999. július 30. |           | (0 – 1) (Jegyzőkönyv) | Marcos Paulo 45+2' Ronaldinho 88' | Jalisco Stadion, Guadalajara Nézőszám: 53 000 Játékvezető: Kim (Dél-koreai) |

## Egyenes kiesési szakasz
|  |                            |                  |           |                            |   |        |        |       |
|  | Elődöntők                  | Elődöntők        | Elődöntők |                            |   | Döntő  | Döntő  | Döntő |
|  | Elődöntők                  | Elődöntők        | Elődöntők |                            |   | Döntő  | Döntő  | Döntő |
|  | augusztus 1. – Mexikóváros |                  |           |                            |   |        |        |       |
|  |                            |                  |           |                            |   |        |        |       |
|  | A1                         | Mexikó           | 1         |                            |   |        |        |       |
|  | A1                         | Mexikó           | 1         | augusztus 4. – Mexikóváros |   |        |        |       |
|  | B2                         | Egyesült Államok | 0         |                            |   |        |        |       |
|  | B2                         | Egyesült Államok | 0         |                            |   | Mexikó | Mexikó | 4     |
|  | augusztus 1. – Guadalajara |                  |           |                            |   | Mexikó | Mexikó | 4     |
|  |                            |                  | Brazília  | Brazília                   | 3 |        |        |       |
|  | B1                         | Brazília         | Brazília  | Brazília                   | 3 | 8      |        |       |
|  | B1                         | Brazília         |           |                            |   |        |        |       |
|  | A2                         | Szaúd-Arábia     | 2         |                            |   |        |        |       |
|  | A2                         | Szaúd-Arábia     | 2         | Bronzmérkőzés              |   |        |        |       |
|  |                            |                  |           |                            |   |        |        |       |
|  | augusztus 3. – Guadalajara |                  |           |                            |   |        |        |       |
|  |                            |                  |           |                            |   |        |        |       |
|  | Egyesült Államok           | Egyesült Államok | 2         |                            |   |        |        |       |
|  | Egyesült Államok           | Egyesült Államok | 2         |                            |   |        |        |       |
|  | Szaúd-Arábia               | Szaúd-Arábia     | 0         |                            |   |        |        |       |
|  | Szaúd-Arábia               | Szaúd-Arábia     | 0         |                            |   |        |        |       |

### Elődöntők
| 1999. augusztus 1. | Mexikó     | 1 – 0 (hu)            | Egyesült Államok | Estadio Azteca, Mexikóváros Nézőszám: 82 000 Játékvezető: Kim (Dél-koreai) |
| 1999. augusztus 1. | Blanco 97' | (0 – 0) (Jegyzőkönyv) |                  | Estadio Azteca, Mexikóváros Nézőszám: 82 000 Játékvezető: Kim (Dél-koreai) |

| 1999. augusztus 1. | Brazília                                                                   | 8 – 2                 | Szaúd-Arábia      | Estadio Jalisco, Guadalajara Nézőszám: 48 000 Játékvezető: Ruiz (kolumbiai) |
| 1999. augusztus 1. | João Carlos 8' Ronaldinho 11' 65' 90' Zé Roberto 33' Alex 36' 86' Roni 62' | (4 – 2) (Jegyzőkönyv) | al-Otajbi 22' 31' | Estadio Jalisco, Guadalajara Nézőszám: 48 000 Játékvezető: Ruiz (kolumbiai) |

### 3. helyért
| 1999. augusztus 3. | Egyesült Államok      | 2 – 0                 | Szaúd-Arábia | Estadio Jalisco, Guadalajara Nézőszám: 38 000 Játékvezető: Aquino (paraguayi) |
| 1999. augusztus 3. | Bravo 27' McBride 78' | (1 – 0) (Jegyzőkönyv) |              | Estadio Jalisco, Guadalajara Nézőszám: 38 000 Játékvezető: Aquino (paraguayi) |

### Döntő
| 1999. augusztus 4. | Mexikó                                | 4 – 3                 | Brazília                                        | Estadio Azteca, Mexikóváros Nézőszám: 110 000 Játékvezető: Frisk (svéd) |
| 1999. augusztus 4. | Zepeda 13' 51' Abundis 28' Blanco 62' | (2 – 1) (Jegyzőkönyv) | Serginho 43' (11-esből) Roni 47' Zé Roberto 63' | Estadio Azteca, Mexikóváros Nézőszám: 110 000 Játékvezető: Frisk (svéd) |

| 1999-es konföderációs kupa bajnoka: |
| ----------------------------------- |
| MEXIKÓ 1. cím                       |

## Díjak
| Aranylabda: | Ezüstlabda:       | Bronzlabda:      |
| ----------- | ----------------- | ---------------- |
| Ronaldinho  | Cuauhtémoc Blanco | Marzúk al-Otajbi |

## Gólszerzők
6 gólos
- Ronaldinho
- Cuauhtémoc Blanco
- Marzúk al-Otajbi

4 gólos
- Alex

3 gólos
- José Manuel Abundis
- Zé Roberto